# Бад Кениг
Бад Кениг (њем. Bad König) град је у њемачкој савезној држави Хесен. Једно је од 15 општинских средишта округа Оденвалд. Према процјени из 2010. у граду је живјело 9.421 становника. Посједује регионалну шифру (AGS) 6437001.

## Географски и демографски подаци
Бад Кениг се налази у савезној држави Хесен у округу Оденвалд. Град се налази на надморској висини од 100-400 метара. Површина општине износи 46,7 km². У самом граду је, према процјени из 2010. године, живјело 9.421 становника. Просјечна густина становништва износи 202 становника/km².

## Међународна сарадња
| Мјесто  | Држава    | Врста сарадње | Од    |
| ------- | --------- | ------------- | ----- |
| Аржента | Француска | партнерство   | 1982. |
| Извор   |           |               |       |